# В воздухе
«В воздухе» (англ. Aloft, исп. No Llores Vuela) — драматический фильм 2014 года режиссёра Клаудии Льосы.
Фильм получил премию «Málaga Spanish Film Festival» в категории «Лучшая операторская работа», а также был номинирован на «Золотого медведя» 64-го Берлинского МКФ.

## Сюжет
Нана работает на ферме. У неё двое сыновей — старший Айван и младший Галли, который тяжело болен. Однажды она едет к целителю в надежде вылечить сына. Но, по стечению обстоятельств, Нана обнаруживает собственные целительные силы, и через некоторое время начинает принимать всех нуждающихся в её помощи.

## В ролях
| Актёр              | Роль             |
| ------------------ | ---------------- |
| Дженнифер Коннелли | Нана Каннинг     |
| Киллиан Мёрфи      | взрослый Айван   |
| Мелани Лоран       | Дженни Рессмор   |
| Уна Чаплин         | Элис жена Айвана |
| Иэн Трейси         | Ханс             |
| Питер Макробби     | Айк              |
| Зен Макграт        | Айван в детстве  |
| Уинта Макграт      | Галли            |

## Отзывы
Фильм получил преимущественно негативные отзывы кинокритиков. На сайте Rotten Tomatoes у фильма 16 % положительных рецензий на основе 57 отзывов, на сайте Metacritic — 34 балла из 100 на основе 20 критических отзывов.